# Aeroportul Larsen Bay
Aeroportul Larsen Bay (IATA: KLN, ICAO: PALB, FAA LID: 2A3) este un aeroport din Alaska, Statele Unite ale Americii ce deservește zona Larsen Bay. Aeroportul a fost tranzitat în 2019 de 4.076 de pasageri. A fost numit după zona deservită.
Situat la o altitudine de 26 m, aeroportul dispune de 1 pistă. Este operat de Alaska Department of Transportation & Public Facilities⁠(d).

## Infrastructură

### Piste
Aeroportul dispune de o singură pistă. Pista 04/22 are suprafața de pietriș și dimensiunile 2.690 picioare × 75 picioare. 